# Церква святого великомученика Димитрія Мироточця (Хомівка)
Церква святого великомученика Димитрія Мироточця в Хомівці — парафія і храм греко-католицької громади Великоглибочанського деканату Тернопільсько-Зборівської архієпархії Української греко-католицької церкви в селі Хомівка Тернопільського району Тернопільської области.

## Історія церкви
До 1989 року віряни села не мали власного храму і відвідували церкви в сусідніх селах — Ігровиці, Мшанці та Дітківцях. У 1989 році на цвинтарі відкрили капличку для богослужінь, яку освятив отець Петро Галяс. Спочатку парафія належала до РПЦ, але наприкінці того ж 1989 року разом із капличкою перейшла в лоно УГКЦ. Згодом було прийнято рішення про будівництво нового храму.
27 липня 2008 року відбулося освячення каменя під новий храм, який вирішили звести в центрі села. Будівництво здійснювалося силами та за кошти парафіян, а також за підтримки мешканців інших сіл Зборівського району. Новий храм освятив архиєпископ і митрополит Василій Семенюк 4 грудня 2012 року на свято Введення в храм Пресвятої Богородиці. У богослужінні взяли участь о. Володимир Жолнович, о. Роман Дутчак (нинішній адміністратор) та уродженець села о. Тарас Валах, який зараз є судовим вікарієм Київської архиєпархії УГКЦ.
Після освячення богослужіння проводять у новому храмі. З 2012 року на парафії діє Вівтарне братство.

## Парохи
- о. Микола Снак (1989—1994),
- о. Володимир Жолнович (1994—2012),
- о. Роман Дутчак (2012—2022)[джерело?].
- о. Олег Сковерський від 2022[1]